# Rheinlanddamm

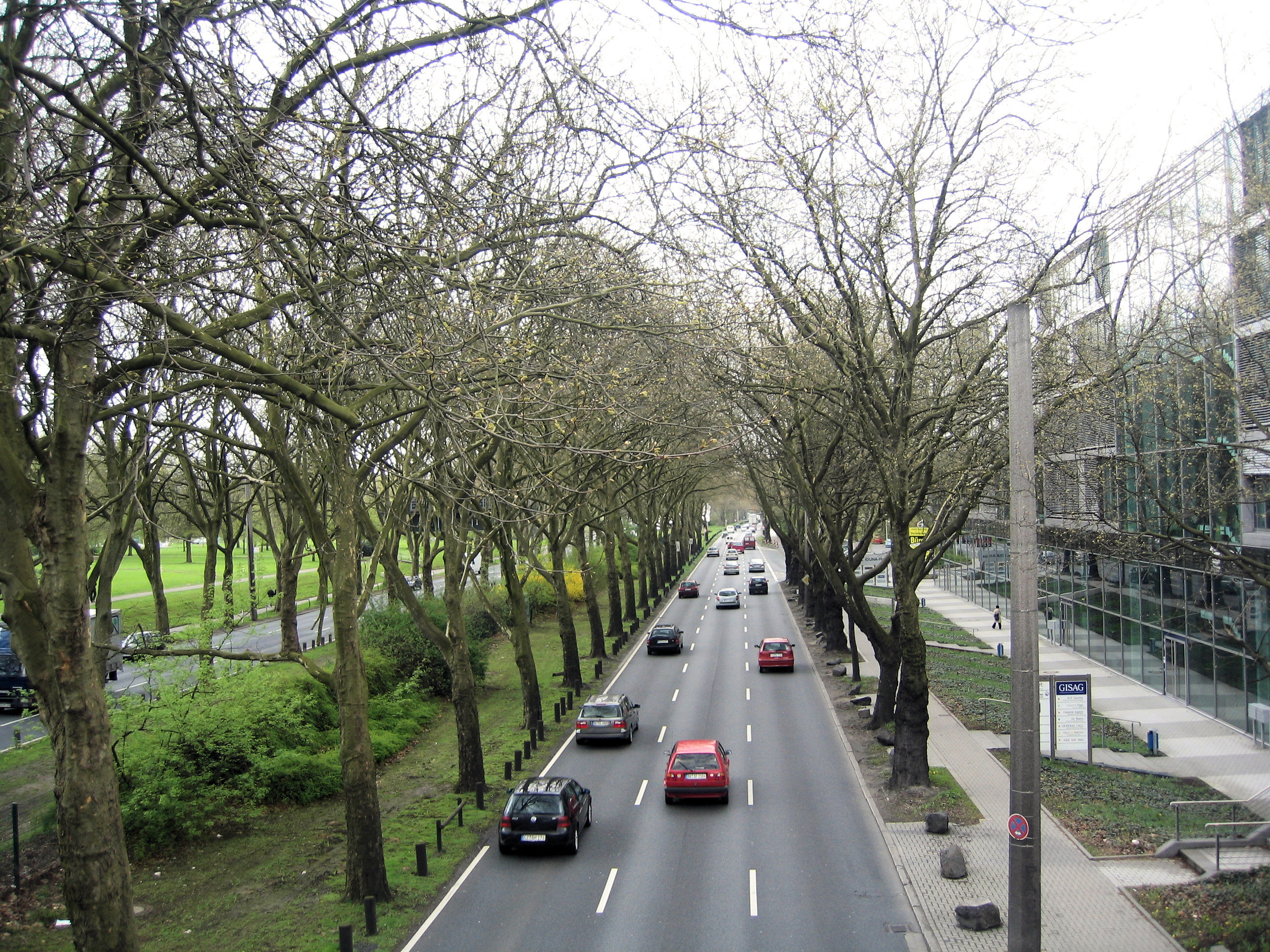
Rheinlanddamm in Höhe der Signal-Iduna-Hauptverwaltung

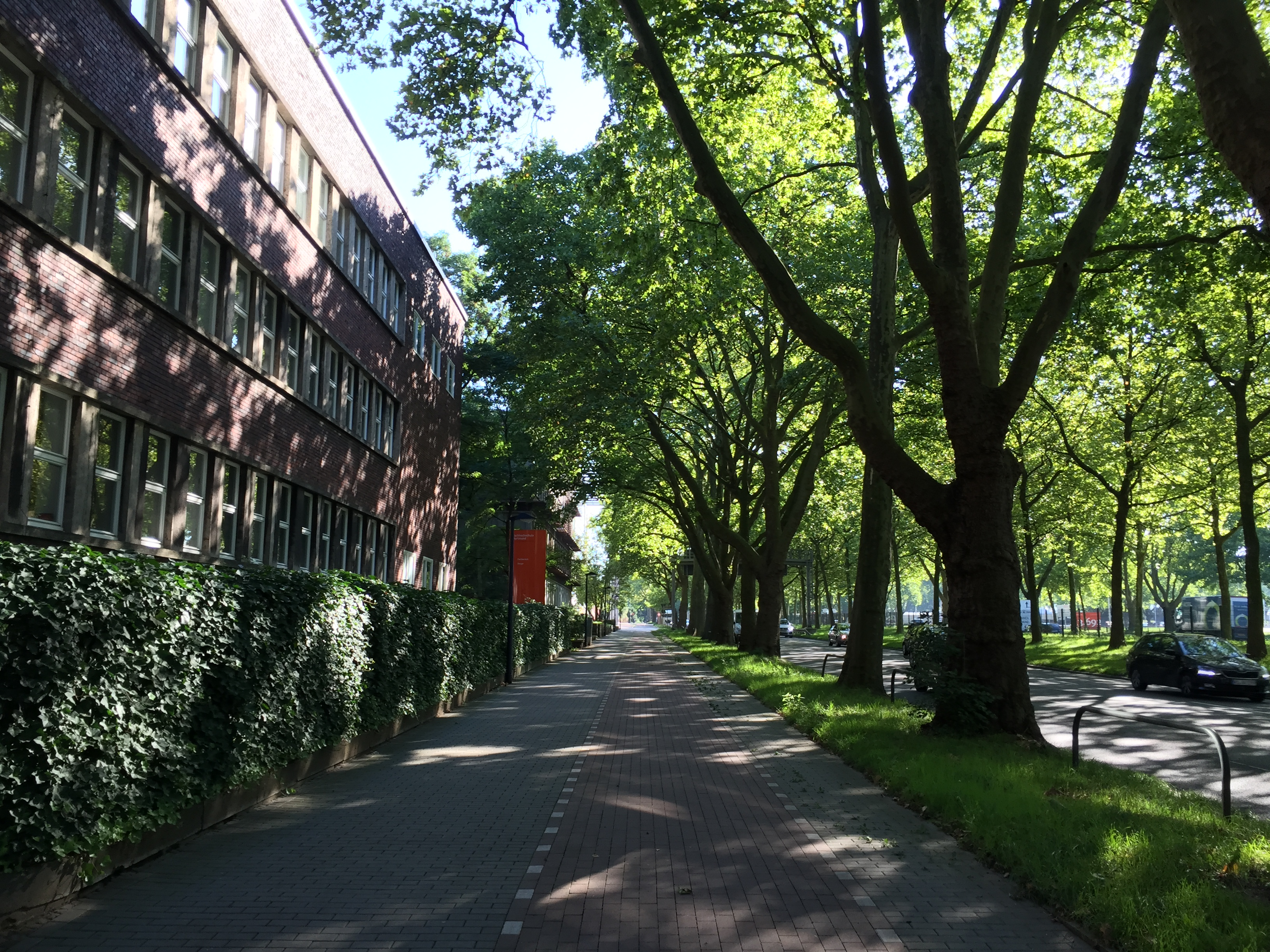
Allee Rheinlanddamm Dortmund

Der Rheinlanddamm ist mitsamt seiner östlichen Fortsetzung, dem Westfalendamm, eine wichtige Straßenverbindung in Dortmund. Beide Straßenzüge sind wesentliche Teilstrecken der B 1, die als A 40 von Westen kommt und nach Osten in die Autobahn A 44 übergeht. Die Länge des Rheinlanddammes beträgt ca. 3,2 km.
Sein westliches Ende markiert die Schnettkerbrücke über das Emschertal, die in den Jahren 2005 bis 2012 mit drei Fahrspuren je Richtung komplett erneuert wurde. Im weiteren Verlauf führt der Rheinlanddamm auf seiner dann weiter dreispurigen Südtrasse ostwärts am ehemaligen Bosch-Gebäude vorbei, das seit 2008 als Kompetenzzentrum Bau unter dem Namen „inhouse“ genutzt wird. Es folgen die Dortmunder Daimler-Niederlassung und die Abfahrten zum Westfalenstadion von Borussia Dortmund sowie zu den Westfalenhallen und der Nordzipfel des Westfalenparks. Die Strecke führt an einigen Verwaltungshochhäusern von Versicherungsgesellschaften und der Westnetz vorbei. Der Rheinlanddamm endet im Trog unter der Märkischen Straße bzw.&ns an seiner Kreuzung mit der Märkischen Straße. Diese Kreuzung ist aufgrund des ehemals dort gelegenen Hotels bis heute unter dem Namen „Ophoff“ bekannt. Auch hier entstanden in den letzten Jahren mit dem Westfalentor und einer Senioren-Residenz einige repräsentative Neubauten.
Die Nordtrasse ab Märkische Straße hat Abfahrten in Richtung Innenstadt und zum Kreuzviertel. Man passiert das Polizeipräsidium Dortmund, Büroneubauten, das IT-Zentrum Dortmund und den Fachbereich Design der Fachhochschule. Im Bereich der ehemaligen Straßenbahnschleife Nicolaikirche wurden zwei Hotelneubauten errichtet. Nach einer weiteren Ausfahrt in Richtung Hombruch schließt sich die südliche Grenze des Südwestfriedhofs an, bevor der Rheinlanddamm die Schnettkerbrücke erreicht.
Im Zuge der Loveparade wurde der Rheinlanddamm vom 18. bis 20. Juli 2008 erstmals in seiner Geschichte wegen einer Veranstaltung für den motorisierten Verkehr gesperrt. Der Zeitraum der Sperrung zwischen Autobahnkreuz Dortmund-West und Märkische Straße betrug ungefähr 36 Stunden. Am 18. Juli 2010 war der Rheinlanddamm im Rahmen der Aktion Still-Leben Ruhrschnellweg erneut für den Kraftfahrzeugverkehr gesperrt.